# Life After Death
A Life After Death The Notorious B.I.G. East Coast rapper második albuma.

## Számok

### Disc 1
| #  | Cím                        | Producer                                                         | Előadó                                                          | Hossz |
| -- | -------------------------- | ---------------------------------------------------------------- | --------------------------------------------------------------- | ----- |
| 1  | "Life After Death (Intro)" | Stevie J; co-produced by The Notorious B.I.G.                    | Puff Daddy                                                      | 1:39  |
| 2  | "Somebody's Gotta Die"     | Carlos "Six July" Broady, Nashiem Myrick, Pierre Retrayt         | The Notorious B.I.G.                                            | 4:26  |
| 3  | "Hypnotize"                | Deric Angelettie, Ron "Amen-Ra" Lawrence                         | The Notorious B.I.G., Pamela Long, Puff Daddy                   | 3:49  |
| 4  | "Kick in the Door"         | DJ Premier                                                       | The Madd Rapper, The Notorious B.I.G.                           | 4:46  |
| 5  | "Fuck You Tonight"         | Daron Jones                                                      | The Notorious B.I.G., R. Kelly                                  | 5:45  |
| 6  | "Last Day"                 | Havoc; co-produced by Puff Daddy, Stevie J                       | The Notorious B.I.G., The LOX (Jadakiss, Sheek Louch, Styles P) | 4:18  |
| 7  | "I Love the Dough"         | Easy Mo Bee                                                      | Angela Winbush, Jay-Z, The Notorious B.I.G.                     | 5:12  |
| 8  | "What's Beef?"             | Carlos "Six July" Broady, Nashiem Myrick; co-produced by Paragon | The Notorious B.I.G., Puff Daddy                                | 5:15  |
| 9  | "B.I.G. Interlude"         | The Notorious B.I.G., Deric Angelettie                           | The Notorious B.I.G.                                            | 0:48  |
| 10 | "Mo Money Mo Problems"     | Stevie J                                                         | Kelly Price, Mase, The Notorious B.I.G., Puff Daddy             | 4:17  |
| 11 | "Niggas Bleed"             | Carlos "Six July" Broady, Nashiem Myrick, Stevie J               | The Notorious B.I.G.                                            | 4:51  |
| 12 | "I Got a Story to Tell"    | Buckwild; co-produced by Chucky Thompson, Puff Daddy             | The Notorious B.I.G.                                            | 4:42  |

### Disc 2
| #  | Cím                                      | Producer                                     | Előadó                                                                             | Hossz |
| -- | ---------------------------------------- | -------------------------------------------- | ---------------------------------------------------------------------------------- | ----- |
| 1  | "Notorious Thugs"                        | Stevie J, Puff Daddy                         | Bone Thugs-N-Harmony (Bizzy Bone, Krayzie Bone, Layzie Bone), The Notorious B.I.G. | 6:07  |
| 2  | "Miss U"                                 | Kay Gee                                      | 112, The Notorious B.I.G.                                                          | 4:59  |
| 3  | "Another"                                | Stevie J                                     | Lil' Kim, The Notorious B.I.G.                                                     | 4:15  |
| 4  | "Going Back to Cali"                     | Easy Mo Bee                                  | The Notorious B.I.G.                                                               | 5:07  |
| 5  | "Ten Crack Commandments"                 | DJ Premier                                   | The Notorious B.I.G.                                                               | 3:24  |
| 6  | "Playa Hater"                            | Stevie J                                     | The Notorious B.I.G.                                                               | 3:57  |
| 7  | "Nasty Boy"                              | Stevie J                                     | The Notorious B.I.G.                                                               | 5:33  |
| 8  | "Sky's the Limit"                        | Clark Kent                                   | 112, The Notorious B.I.G.                                                          | 5:29  |
| 9  | "The World Is Filled…"                   | Deric Angelettie                             | Carl Thomas, The Notorious B.I.G., Puff Daddy, Too Short                           | 4:54  |
| 10 | "My Downfall"                            | Carlos "Six July" Broady & Nashiem Myrick    | DMC, The Notorious B.I.G.                                                          | 5:26  |
| 11 | "Long Kiss Goodnight"                    | RZA                                          | The Notorious B.I.G.                                                               | 5:18  |
| 12 | "You're Nobody (Til Somebody Kills You)" | Stevie J; co-produced by DJ Enuff & Jiv Poss | Faith Evans, The Notorious B.I.G., Puff Daddy                                      | 4:56  |